# Тут одна
«Тут одна» (также «Выживальщица», англ. Here Alone) — постапокалиптический американский художественный фильм 2016 года, снятый Родом Блэкхёрстом и повествующий о выживании женщины в лесу после охватившей мир эпидемии.
Премьера фильма состоялась 15 апреля 2016 года на кинофестивале независимого кино «Трайбека». В прокат фильм вышел 30 марта 2017 года. Фильм получил неоднозначные отзывы критиков.

## Сюжет
Молодая женщина по имени Энн живёт в лесной чаще, ночуя в своей машине и питаясь тем, что ей удаётся найти. Из флэшбеков становится ясно, что в лес она когда-то приехала с мужем и маленьким ребёнком, потому что из-за распространения непонятного вируса многие люди были превращены в агрессивных плотоядных существ и началась паника. У Энн есть радио, которое она время от времени включает, но слышит только речь на французском языке, которую не понимает.
Когда у Энн заканчиваются продукты, она совершает набег в лесной домик, где ещё остались запасы консервов. При этом она вооружается ружьём и надевает маску, опасаясь быть обнаруженной заражёнными хозяевами дома. Она привязывает к забору детскую игрушку со звуком и смазывает её своей кровью, а сама перелезает забор с противоположной стороны участка. Как выясняется впоследствии, заражённые ориентируются именно по звуку и запаху.
Возвращаясь из рейда, Энн замечает на заброшенном шоссе девушку-подростка, которая тащит раненого мужчину. Убедившись, что тот не заражён, Энн решает помочь пострадавшим и приводит их в свой лагерь. Мужчина (Крис) оказывается отчимом девушки (Оливии), заразившуюся мать которой он был вынужден убить. Они хотят продолжить путь на север и поисках убежища, но начинаются дожди и Энн предлагает им остаться в лагере.
Между Энн и Крисом возникает симпатия, что вызывает ревность у Оливии, которой также нравится Крис. Несмотря на предложение Криса пойти вместе с ними, Энн говорит, что её судьба — оставаться здесь после всего, что случилось. Из фэшбеков следует, что в поисках пищи и лекарства для ребёнка муж Энн погиб в схватке с заражёнными. Сама же Энн во время одного из первых рейдов в домик не заметила, что на её одежде осталась кровь от убитого ей заражённого, и по возвращении заразила этой кровью дочку, прижав её к себе. Крис, однако, убеждает Энн, что она должна освободиться от гнетущего её чувства вины и уехать в поисках лучшей жизни.
Энн соглашается уехать, однако во время последней вылазки за продуктами, когда Крис отвлекает заражённых, а Энн и Оливия ищут в доме продукты, Оливия оглушает Энн ударом по голове и связывает её, а потом криком вызывает внимание заражённых. Сама она, как и Крис, бежит к машине, однако за Оливией следуют и заражённые. Энн удаётся вырваться и она бежит следом, видя, что возле машины Крис сражается с несколькими заражёнными, а один из них нападает на Оливию. Энн стреляет по заражённым, понимая, что у неё осталось меньше патронов, чем нужно.
В эпилоге Энн ведёт машину, рядом с ней на сиденье Оливия. Крис погиб. Энн кричит.

## В ролях
- Люси Уолтерс — Энн
- Джина Пьерсанти — Оливия
- Адам Дэвид Томпсон — Крис
- Шейн Уэст — Джейсон
- Холли Адамс

## Награды
- 2016 – «Трайбека» – приз аудитории за лучший художественный фильм[3][4]

## Отзывы
Кинокритик Борис Хохлов, оценив фильм на 7 из 10 баллов, отметил необычность фильма на фоне стандартных зомби-хорроров и сравнил его с такими независимыми лентами, как «Оно. Следует за тобой» и «Бабадук»: «В первую очередь это кино о людях, их внутренних демонах и о том, как они справляются с горем – смотрят вперед или застревают в прошлом, которое тянет их камнем на дно... «Выживальщица» – вроде бы чистое жанровое кино, которое вполне можно рассматривать и на другом уровне, уровне символизма и метафор, атмосферное и проникновенное путешествие по закоулкам человеческой души».